# Stephen Cardullo
Pour les articles homonymes, voir Cardullo.
Stephen Andrew Cardullo (né le 31 août 1987 à Hollywood, Floride, États-Unis) est un joueur de premier but et voltigeur des Rockies du Colorado de la Ligue majeure de baseball.

## Carrière
Joueur des Seminoles de l'université d'État de Floride, Stephen Cardullo est repêché par les Diamondbacks de l'Arizona au 24e tour de sélection en 2010. Il est libéré par les Diamondbacks en mars 2012 après seulement deux saisons passées dans les ligues mineures avec leurs clubs affiliés et passe ensuite quatre années dans le baseball indépendant,. De 2013 à 2015, il évolue pour les Boulders de Rockland et est nommé à sa dernière saison joueur par excellence de la Ligue Can-Am. Il obtient finalement un second contrat avec une équipe de la Ligue majeure de baseball en janvier 2016, lorsqu'il signe avec les Rockies du Colorado.
Il fait ses débuts dans le baseball majeur avec les Rockies du Colorado le 26 août 2016. Le 31 août 2016, jour de son 29e anniversaire, il frappe un lancer de Casey Fien des Dodgers de Los Angeles pour son premier coup de circuit dans les majeures, puis plus tard dans la journée ajoute dans le second match d'un programme double contre le même club un grand chelem aux dépens de Bud Norris.